# 伊灵
伊灵（英語： /ˈiːlɪŋ/）是英格兰伦敦伊灵区的中心地区。它在查令十字以西12.9公里，距伦敦市约19.3公里，是伦敦计划中定义的主要都市中心之一。
历史上它是米德尔塞克斯郡的一个乡村。1901年成為倫敦郡自治區，1965年併入大倫敦。其部分區域仍保留鄉村原貌。

## 語源
公元700年左右，這裡在盎格魯-薩克遜人的語言中稱為“Gillingas”，意思是“與Gilla（人名）有關的人之地”。在隨後的歲月中，地名不斷演變，1130年時為“Illing”，1243年時為“Gilling”，1254年時為“Ylling”。“Ealing”一名出現於19世紀。

## 伊灵片场
位于伊灵区的一个电影制片厂，在20世纪五十年代出品了很多著名的喜剧电影，也称作伊灵喜剧。著名的有《仁心与冠冕》、《买路钱》、《师奶杀手》（后由汤姆·汉克斯翻拍）等。

## 歷史
根據考古表明，尼安德特人曾於舊石器時代晚期在伊靈的部分地區居住過。尼安德特人莫斯特文化的典型石器未有在英格蘭東南部被發現，但當地發現的手斧是由勒瓦婁哇技法製成。 這些原始獵人在不列顛至少生活了 30 萬年。
幾個世紀以來，伊靈教區教堂——聖瑪麗教堂的牧師都由倫敦主教任命，最早的任命約是在1127年。在 12 世紀，伊靈處於田野和村莊點綴的森林之中，森林覆蓋了從倫敦市西南部到北部的大部分地區。
伊靈境內曾有多個莊園。莊園內的農地主要種植小麥，但也有大麥和黑麥。還有大量牧場飼養著奶牛、役畜、綿羊和家禽。 1423 年，伊靈莊園有五個自由租地。

### 發展成現代維多利亞式郊區
伊靈最重要的變化發生在 19 世紀。 1830 年代大西部鐵路逐步落成，其中一部分穿過伊靈市中心。1879 年伊靈大道開設了一個火車站，最初稱為 Haven Green。在接下來的幾十年裡，伊靈的大部分地區都進行了重建，並建造了主要為新興中產階級設計的半獨立式住宅。當地鋪設了煤氣管並建造了一座發電站。更好的交通連接，包括公共汽車和火車，使人們能夠更輕鬆地前往倫敦工作。儘管在這個市區快速擴張的時期，大部分鄉野地帶在迅速消失，但其中的一部分被保留為公園，例如伊靈公園。區內的莊園、綠地還包括匹茨漢爾莊園和華波公園。
在很短的時間內，伊靈就變成了一個現代時尚的鄉村小鎮，沒有工業化倫敦的污垢、煙灰和氣味，而且乘坐現代交通工具只需數十分鐘即可到達。

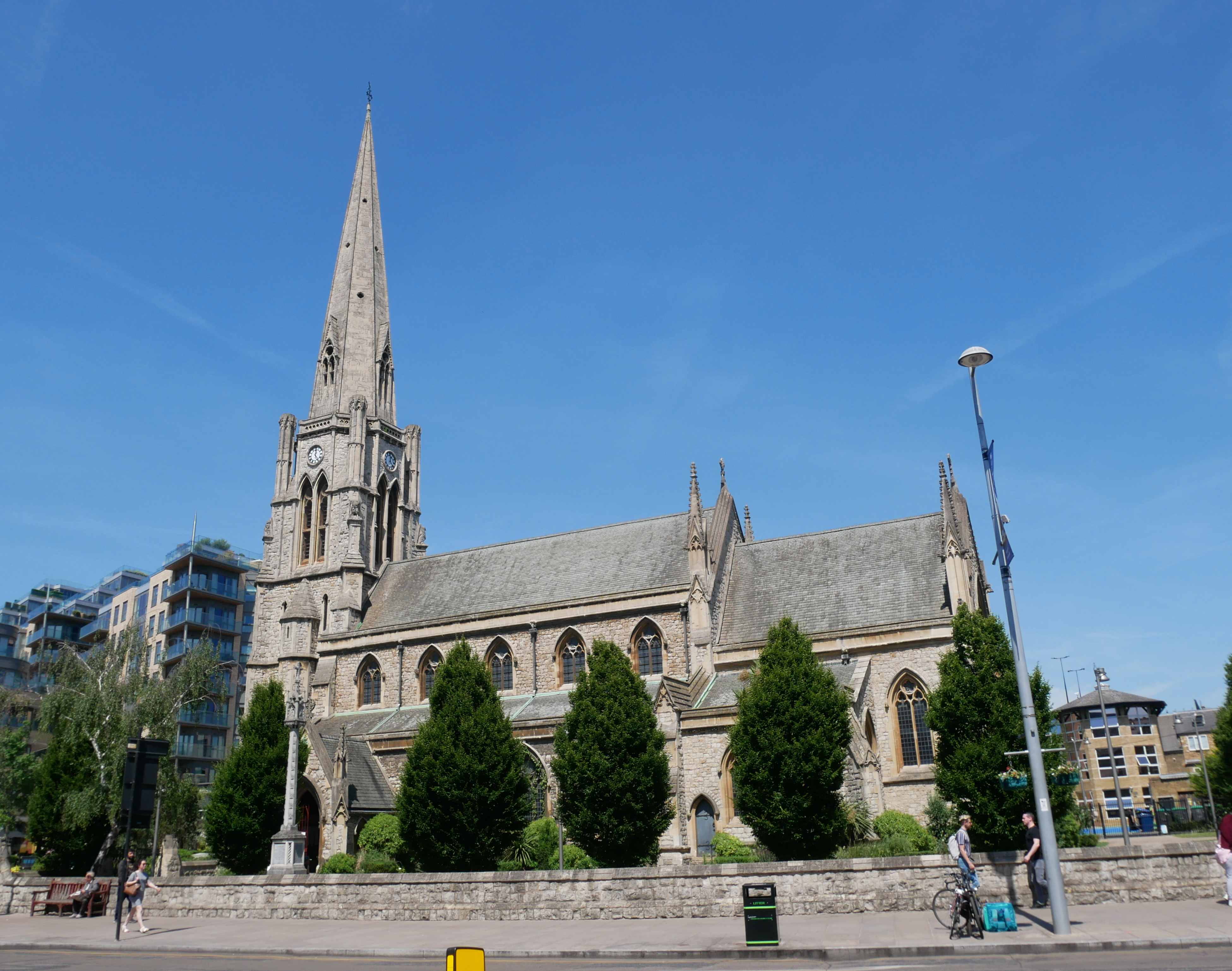
建於1852年的救世主基督教堂
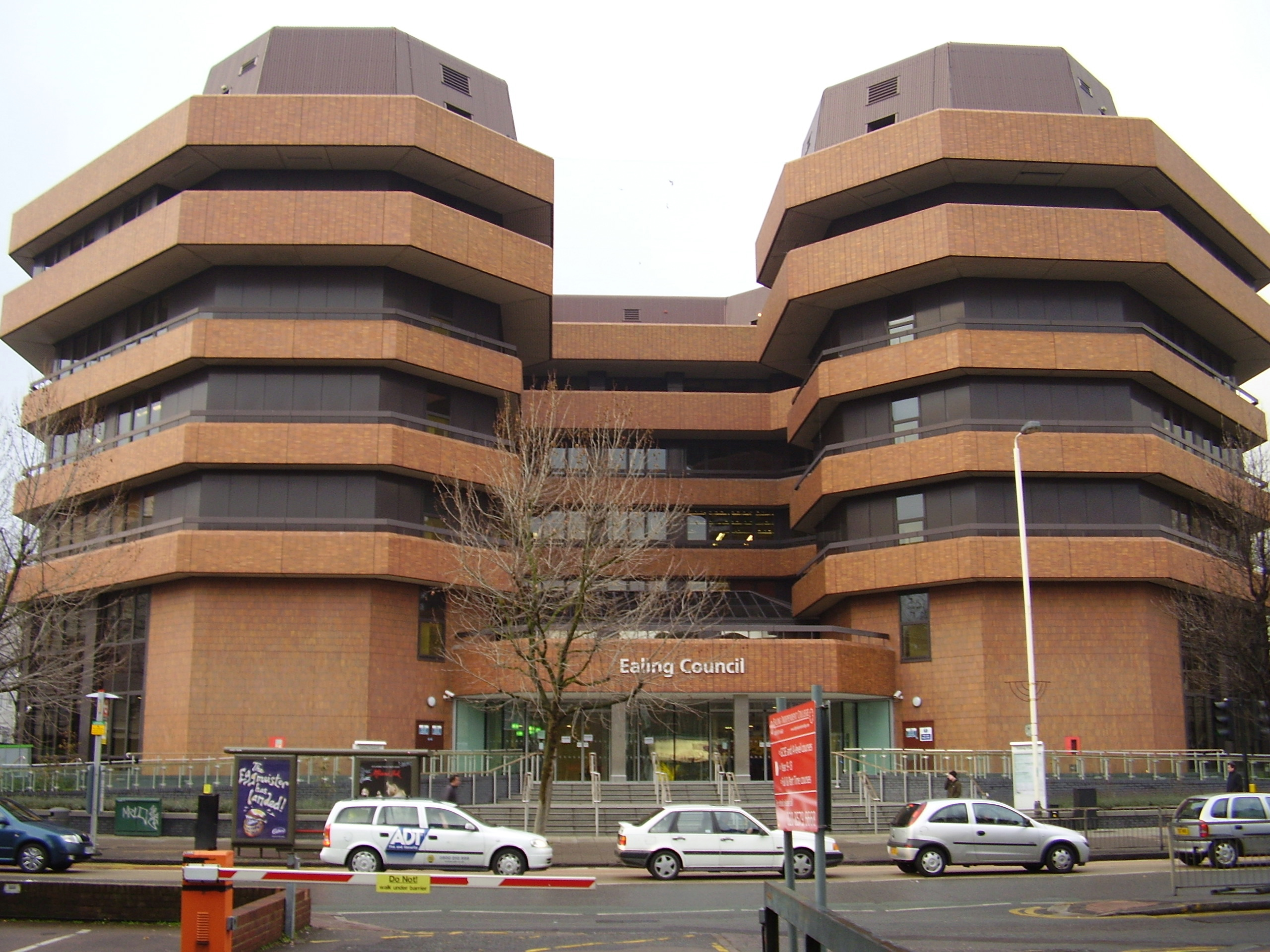
伊靈區政中心
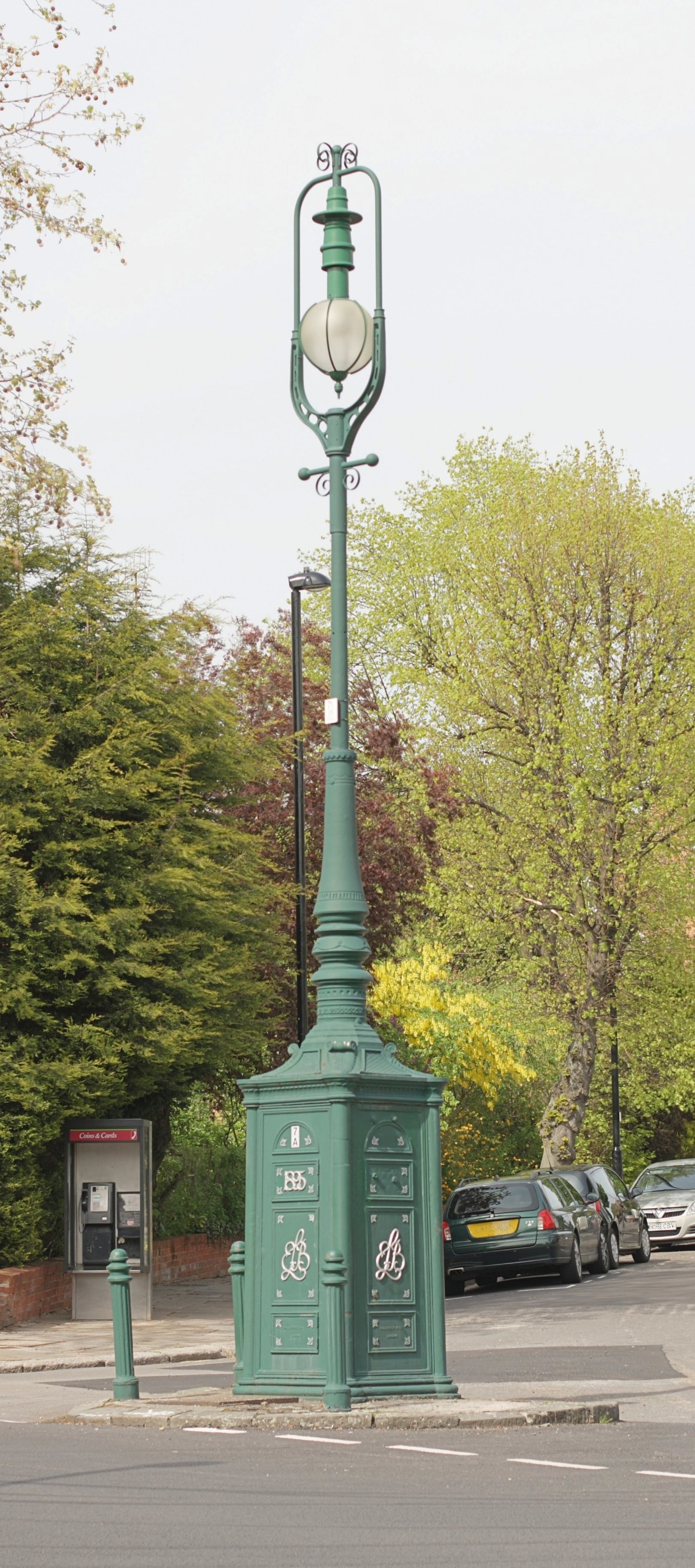
1895年落成的伊靈街燈
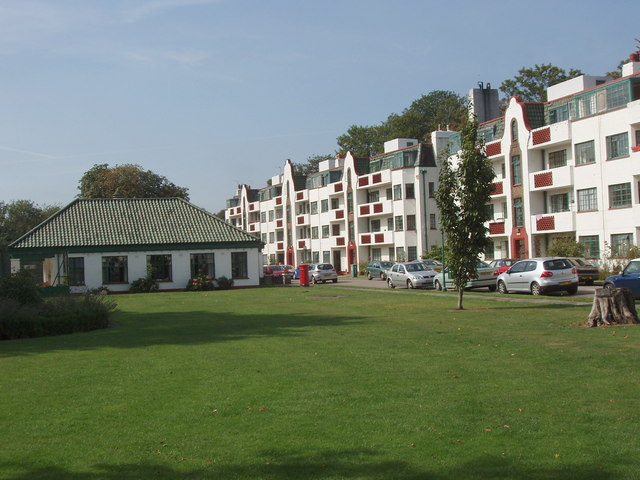
1930年代建成的伊靈屋苑
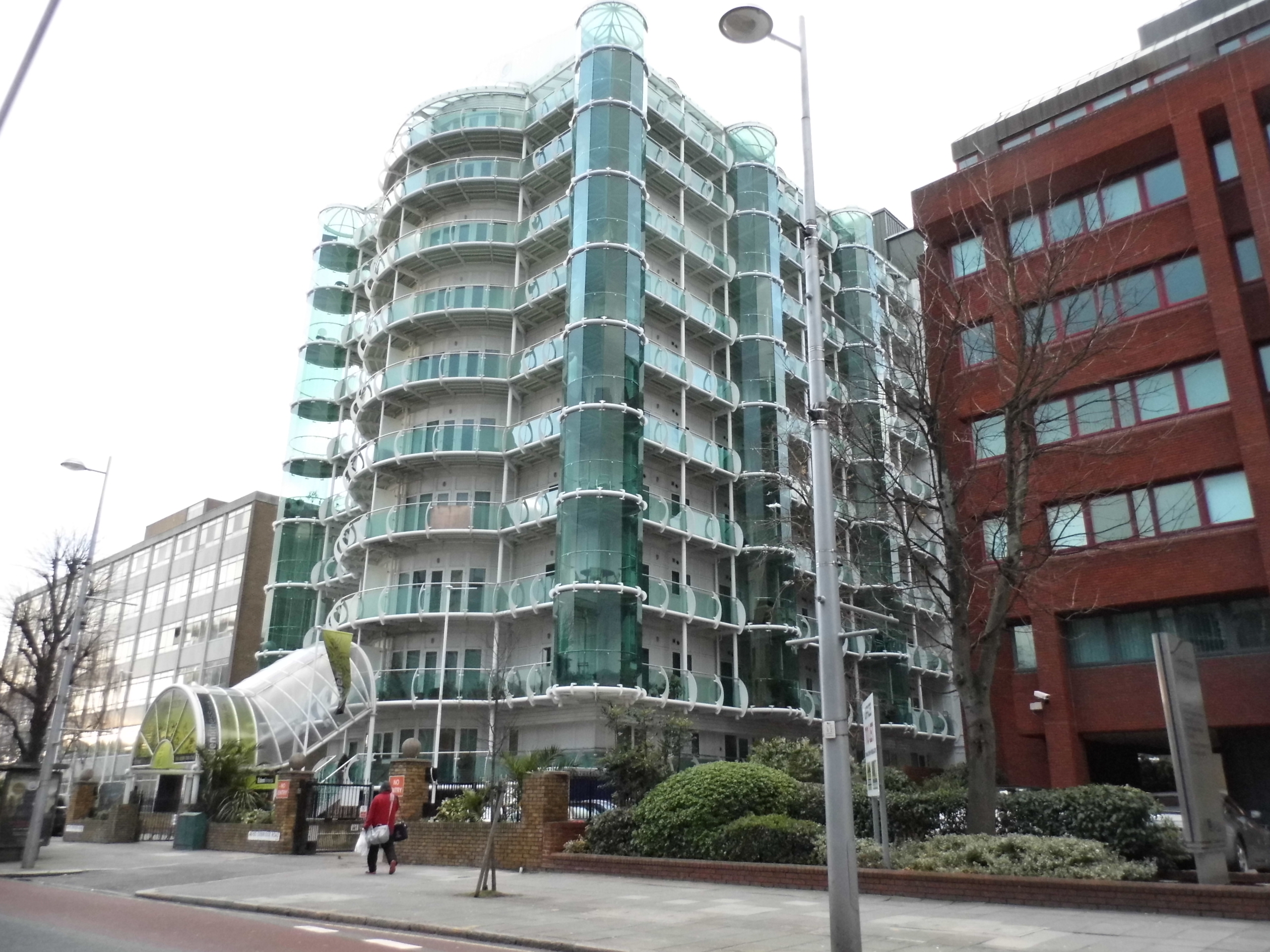
2000年代落成的新住宅建築
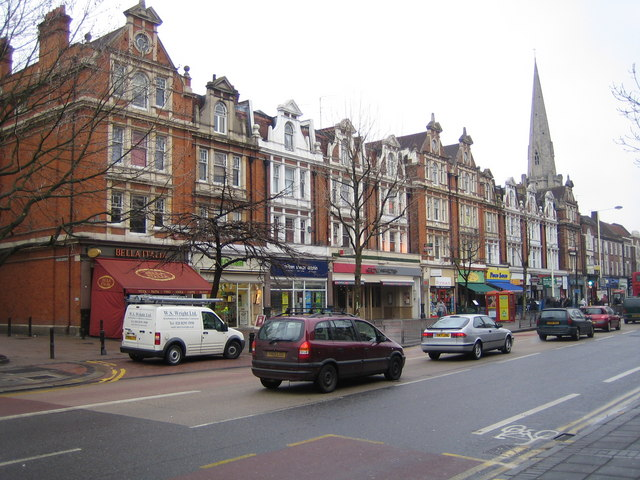
2006年時的伊靈大道
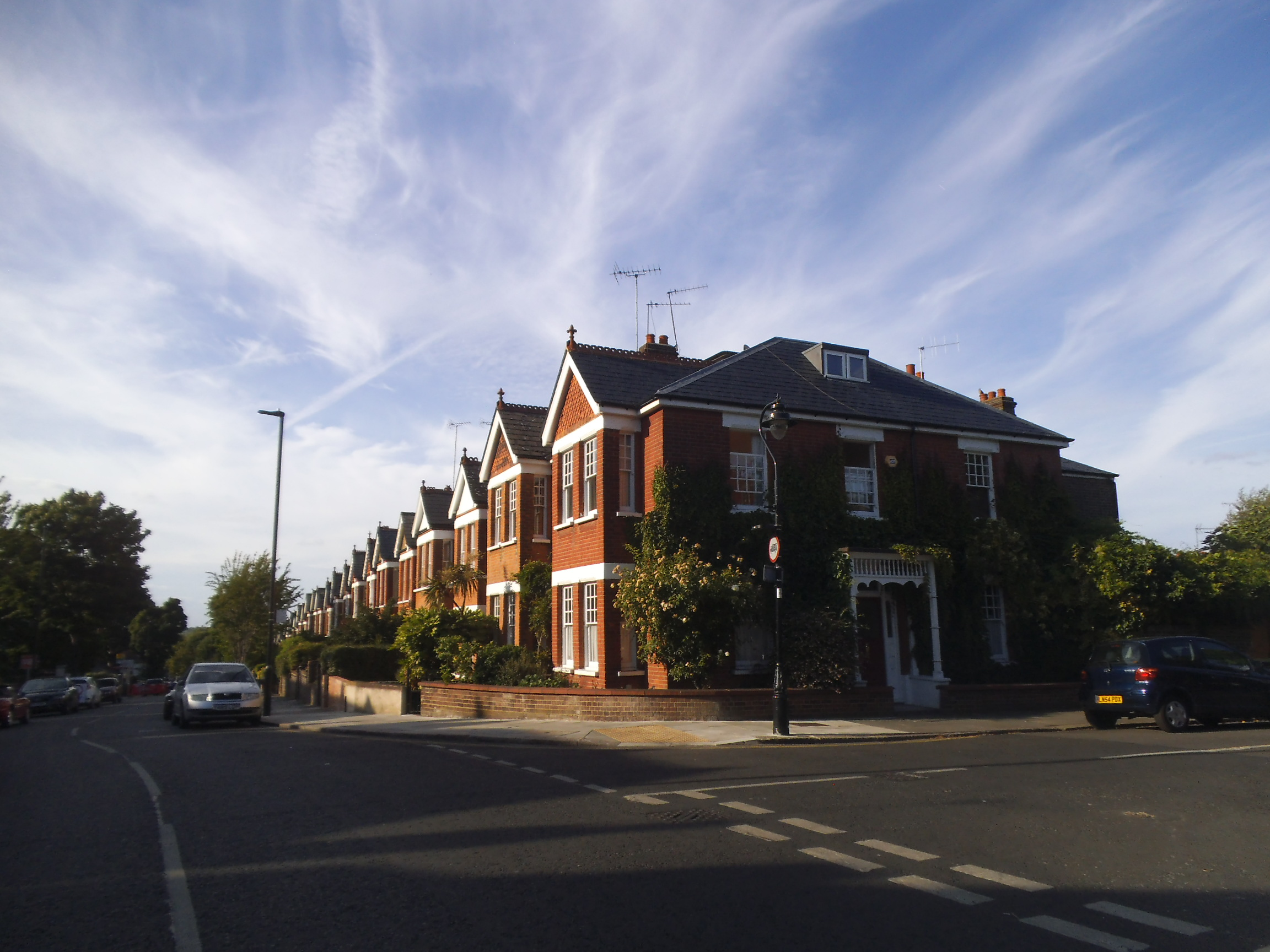
伊靈的住宅

## 地理
伊靈位於西倫敦的中心，一小段A406 倫敦北環路穿過伊靈東部。

## 交通

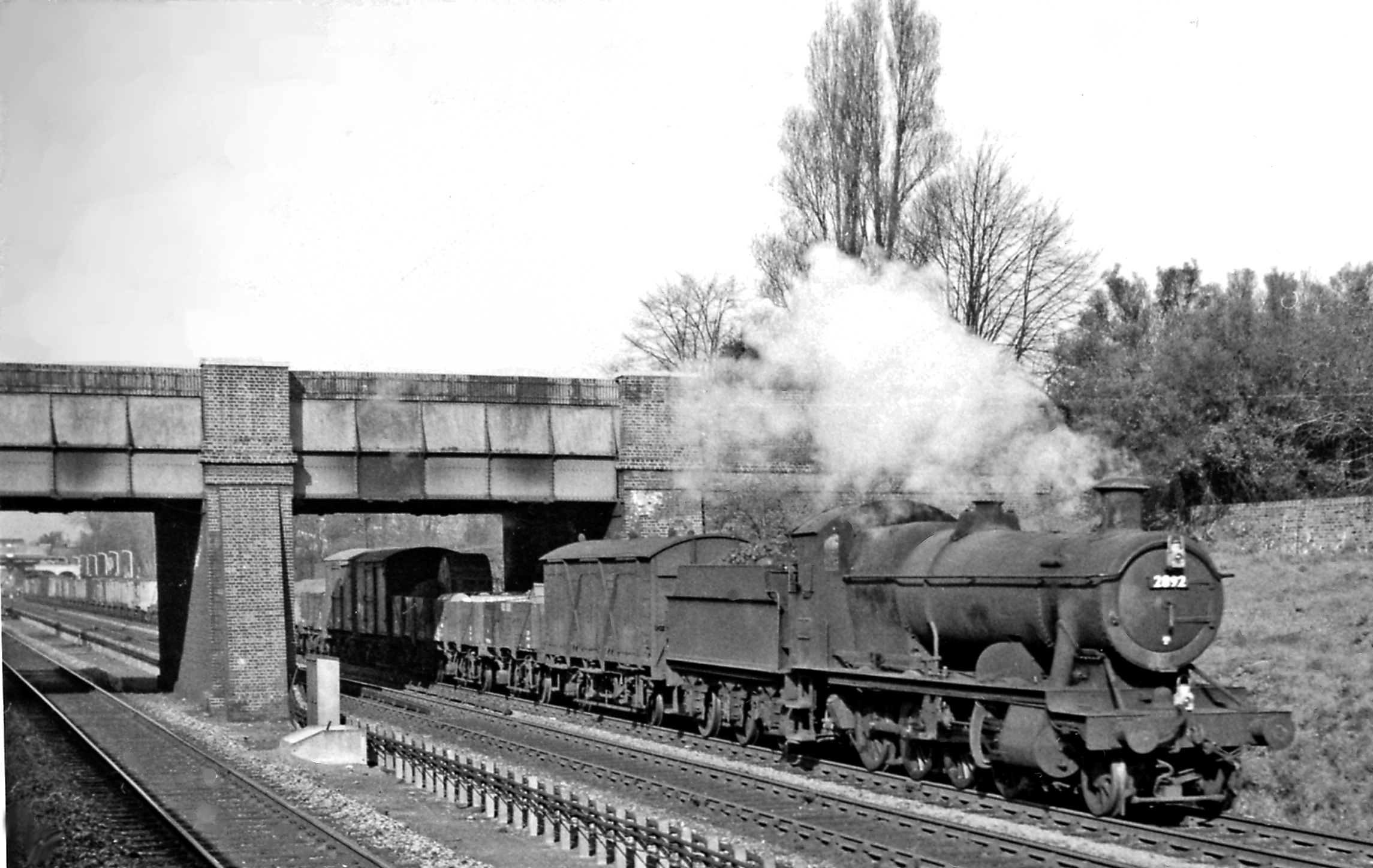
1962年時一列正通過伊靈的貨運列車

伊靈的所有鐵路車站均屬於倫敦軌道運輸第3收費區。
| 車站名稱   | 所屬路線                                                                                   |
| ---------- | ------------------------------------------------------------------------------------------ |
| 伊靈大道   | 中央線（伊靈支線）、 區域線（伊伊靈支線）、 伊利沙伯綫、 大西部鐵路                        |
| 伊靈公園   | 皮卡迪利線（阿克斯橋支線）、 區域線（伊靈支線）                                            |
| 皇家公園   | 皮卡迪利線（阿克斯橋支線）                                                                 |
| 北伊靈     | 皮卡迪利線（阿克斯橋支線）                                                                 |
| 漢格巷     | 中央線（萊斯里普支線）                                                                     |
| 南伊靈     | 皮卡迪利線（希斯路機場支線）                                                               |
| 北菲爾德斯 | 皮卡迪利線（希斯路機場支線）                                                               |
| 西伊靈     | 伊利沙伯綫（前往希斯路機場，修道院森林和仙菲爾德的列車停靠）、 大西部鐵路 （格林福德支線） |

其中伊靈大道站是英國國鐵大西部主線的車站，目前大西部鐵路公司於該站提供來往帕丁頓車站和迪德科特泊車道的半特快列車服務。此外，該站亦是伊利沙伯線、倫敦地鐵區域線及中央線的車站。伊利沙伯線於該站提供來往 雷丁 / 希斯羅機場 及修道院森林的列車服務。

## 人口
2011 年人口普查中，伊靈大道區最大的種族群體是英國白人，佔 45%。第二大是其他白人，佔 21%。使用最多的外語是波蘭語，其次是法語和日語。 相鄰的漢格山區擁有大倫敦最大的日本社區。

## 友好城市
- 法國 马克昂巴勒尔